# Ludwig Lange (Politiker)
Wilhelm Friedrich Ludwig Lange (* 27. Mai 1847 in Berndorf; † 29. Mai 1928 in Helmscheid) war ein deutscher Müller und Politiker.

## Leben
Lange war der Sohn des Müllermeisters Johann Carl Wilhelm Lange (1815–1896) und dessen Ehefrau Henriette Carharine Caroline, geborene Grebe (1816–1900). Er heiratete am 22. Juni 1873 in Berndorf seine Cousine Caroline Friederike Elisabeth Lange (1853–1918). Lange besuchte die Volksschule und die Realschule in Korbach. Von 1861 bis 1864 machte er eine Ausbildung im väterlichen Betrieb und bei Müllermeister Neumeier in der Eilhäuser Mühle. 1872 erwarb er die „Neue Mühle“ in Berndorf. Von 1877 bis 1882 war er Bürgermeister in Berndorf. Von 1884 bis 1905 war er Abgeordneter im Landtag des Fürstentums Waldeck-Pyrmont. Er wurde im Wahlkreis Kreis des Eisenbergs gewählt.